# 彭晴
彭晴（英語：Jacqueline Pang，1974年8月27日—），原名彭家敏，香港電台唱片騎師，亦曾經兼任now寬頻電視節目主持。其藝名彭晴由節目主持曾智華所改；對方覺得她的原名比較普通，所以為她取名「彭晴」，帶開心之意。未用藝名前以「積琪蓮」一名主持節目。

## 背景
彭晴早年在香港島灣仔駱克道與盧押道附近一帶成長，有一名胞妹，父親是一名髮廊老闆兼髮型師，母親則為美甲師。彭晴曾就讀玫瑰崗學校（幼稚園及小學部）和聖公會聖瑪利亞堂莫慶堯中學。十四歲時移民加拿大多倫多，並在當地完成中學及酒店管理大學學位課程。中學階段曾兼職報紙派遞員，又當過快餐店與遊樂場收銀員。十六歲參加過加拿大中文電台的唱片騎師訓練班，黃桂林及程乃根為其老師，而陳芷菁是她的訓練班同學。後來主持過當地多元文化電視台的電視廣播節目。
由於未能在加拿大找到合適的酒店管理工作，彭晴於是返港並選擇任職維珍航空空中服務員。1998年，彭晴參加「全港DY萌芽大賽」，以亞軍身份於加盟香港電台接受廣播訓練，1999年正式獲聘為職唱片騎師，曾主持《輕談淺唱不夜天》。2007年因懷疑串謀其他人士以親友名義申領服務費而被廉政公署拘捕，最終涉事的節目主任陳敬創串謀詐騙罪成，但彭晴未被起訴。
後來在2008年3月，彭晴轉投now寬頻電視任職now新聞台節目主持，主要主持早上新聞節目《時事全方位》，於2008年11月起改任now寬頻電視節目主持（即主持工作不再局限於now新聞台），並為now寬頻電視舉辦的各大小記者會任主持人，近例為now香港台啟播記者會，且盛傳為將於2009年啟播、現正籌備中的now娛樂新聞台作準備及策劃工作，及為該台尋找合適的主持人（該頻道即後來的now觀星台）。
雖然，2009年7月至10月期間彭晴沒有正式在香港電台主持節目，但偶然也會客串在香港電台第二台的節目，暫代部份唱片騎師。如2009年7月5日上午八時至十時夥拍羅啟新，主持《玩玩星期天》，暫代貴花田及龔小玲。同日晚上九時至午夜十二時，彭晴亦暫代區瑞強，主持現場音樂節目《2000靚歌再重聚》。2009年10月4日起，彭晴又再次於香港電台第二台主持節目，與曾志豪於星期日下午2時至4時主持節目中女宅男殺很大。
2021年7月，香港大學學生會就一次社會事件發出聲明「認同」一名人士的違法行為，而《時事全方位》的主持在節目中的評論被受質疑、部分主持被now新聞及財經資訊主管陳鐵彪要求更換。而彭晴表示以個人理由、健康等因素辭任，會於同年9月離職。
除了廣播事業之外，彭晴亦涉足為視障人士口述影像、撰寫專欄、創作書籍等工作。
2021年9月24日，她在其YouTube頻道透露已身處加拿大多倫多探親與休息。

## 曾主持節目
- 電視節目
  - 《時事全方位》（now新聞台）（2008年3月－2021年9月10日）
  - now香港台《香港電影金像獎》（2011年4月17日，錄影廠主持，拍檔為馬啟仁）[7]
  - now 101台《輝哥的饌賞》（讚賞旁白）
  - ViuTV《巨門陣》（第7集評審）
  - 《暗中旅行》（聲音導航）（ViuTV）
  - 港台電視31《我要飛上天：太空人選拔實錄》（旁白）
  - 港台電視31《野外自駕遊》（旁白）
  - 港台電視31《走肉家庭？》（旁白）
- 電台節目

香港電台
- - 《輕談淺唱不夜天》
  - 《冰島陽光》
  - 《晨光第一線》
  - 《夜媽媽與夜爸爸》
  - 《娛樂滿天星》
  - 《中文歌曲龍虎榜》
  - 《敏感時刻》(香港電台第二台)（2020年10月19日－2021年4月30日）
  - 《中女宅男殺很大》（香港電台第二台）（2009年10月4日－2021年6月20日）

## 外部連結
- 彭晴的Facebook專頁
- YouTube上的彭晴的生活頻道